# Filip Jörgensen
Filip Jörgensen (* 16. dubna 2002) je fotbalista, který hraje jako brankář za anglický klub Chelsea. Narodil se ve Švédsku a hraje za dánskou reprezentaci. V sezóně 2020/2021 s Villarrealem vyhrál Evropskou ligu, v sezóně 2024/2025 s Chelsea vyhrál Konferenční ligu.
Jörgensen reprezentoval Švédsko v kategoriích do 17 a 19 let.
Dne 7. června 2025 Jörgensen debutoval za dánskou reprezentaci v přátelském zápase proti Severnímu Irsku.